# Comayagua
Comayagua est une ville du Honduras et la capitale du département de Comayagua. Elle est située à 60 km (80 km par la route) au nord-ouest de Tegucigalpa. En 2006, la population estimée de la ville était de 58 600 habitants.

## Histoire
Comayagua a été fondée sous le nom de Santa María de la Nueva Valladolid par le conquistador Alonso de Cáceres, sous les ordres de Francisco de Montejo, gouverneur du Yucatán en 1537. Après la conquête de l’indépendance sur l’Espagne, elle a été la capitale de l’État de Honduras dans les Provinces unies d'Amérique centrale. Quand le Honduras est devenu une république indépendante, la capitale a été en alternance Comayagua et Tegucigalpa, avant d’être établie de manière définitive à Tegucigalpa en 1880.
La ville est renommée pour la beauté de son architecture coloniale espagnole et pour sa cathédrale (photographie dans le cartouche), une des plus vieilles d'Amérique centrale, inaugurée le 8 décembre 1711.
En février 2012, un feu a tué plus de 350 personnes dans une prison de Comayagua.

## Évêché
Pendant la semaine sainte des processions et la création de tapis éphémères sont une tradition.
- Diocèse de Comayagua
- Cathédrale Sainte-Marie de Comayagua

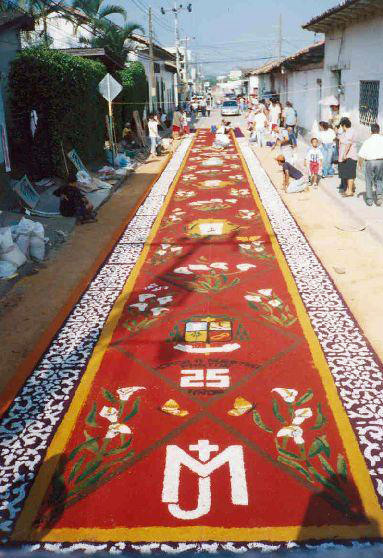
Tapis de Semaine sainte

## Jumelage
- Boise (États-Unis)
- Cucuta (Colombie)